# Enrico Lazzarotto
Enrico Lazzarotto (Bassano del Grappa, 14 de enero de 1973) es un deportista italiano que compitió en piragüismo en la modalidad de eslalon. Ganó una medalla de oro en el Campeonato Europeo de Piragüismo en Eslalon de 2000, en la prueba de K1 por equipos.

## Palmarés internacional
| Campeonato Europeo | Campeonato Europeo | Campeonato Europeo | Campeonato Europeo |
| Año                | Lugar              | Medalla            | Competición        |
| ------------------ | ------------------ | ------------------ | ------------------ |
| 2000               | Mezzana (Italia)   | Medalla de oro     | K1 por equipos     |